# Ophrys albertiana
Ophrys albertiana är en orkidéart som beskrevs av Edmond Gustave Camus. Ophrys albertiana ingår i ofryssläktet, och familjen orkidéer. Inga underarter finns listade i Catalogue of Life.